# Jungnickel
Der Familienname Jungnickel ist ursprünglich ein Rufname, der sich zusammensetzt aus „Junge“ und „Nicolaus“. Im 14. Jahrhundert finden sich Verwendungen von „Junge Nigkel“ und im 17. Jahrhundert „Juncknickel“.

## Varianten
- Jungnick
- Jungnik
- Jungnickl
- Jungnikl
- Junknickel
- Jungknickel

## Namensträger
- Adolph Moritz Jungnickel (1817–1895), deutscher liberaler bzw. später auch fortschrittlicher Politiker
- Dieter Jungnickel (* 1952), deutscher Mathematiker
- Dirk Jungnickel (* 1944), deutscher Regisseur
- Franz Jungnickel (1500–1559), Bürgermeister, Rektor und Richter der Stadt Zittau
- Gertrud Jungnickel (1870–1947), deutsche Porträtmalerin
- Hanns-Georg Jungnickel (* 1942), deutscher Computeringenieur
- Heinz Jungnickel (Kältetechniker) (1914–2006), deutscher Kältetechniker
- Heinz Jungnickel (General) (1925–2007), deutscher Brigadegeneral der Luftwaffe der Bundeswehr
- Holger Jungnickel (* 1985), deutscher Kameramann
- Isabelle Jungnickel (* 1966), österreichische Politikerin (ÖVP)
- Klaus Jungnickel (1940–2024), deutscher Basketballspieler und -trainer
- Lars Jungnickel (* 1981), deutscher Fußballspieler
- Ludwig Heinrich Jungnickel (1881–1965), österreichischer Maler
- Max Jungnickel (Politiker) (1868–1934), deutscher Politiker (SPD)
- Max Jungnickel (Schriftsteller) (1890–1945), deutscher Schriftsteller
- Walther Jungnickel (1878–1944), sächsischer Offizier, Funktionär im Kyffhäuserbund und SS-Offizier
- Wolfgang Jungnickel (* 1928), deutscher Politiker